# Herophydrus vittatus
Herophydrus vittatus är en skalbaggsart som beskrevs av Régimbart 1895. Herophydrus vittatus ingår i släktet Herophydrus och familjen dykare. Inga underarter finns listade i Catalogue of Life.